# Сулуколь (Айтекебійський район)
Сулуко́ль (каз. Сұлукөл) — село у складі Айтекебійського району Актюбінської області Казахстану. Адміністративний центр та єдиний населений пункт Сулукольського сільського округу.
У радянські часи село називалось Восточне.
Населення — 407 осіб (2021; 731 у 2009, 1162 у 1999, 889 у 1989).